# Jean-Pierre Amougou Belinga
Jean-Pierre Amougou Belinga (Camerún, 20 de febrero de 1965) es un empresario camerunés conocido por ser el director ejecutivo del periódico L'Anecdote y los canales de televisión Vision 4 y Télésud. Belinga causó controversia en marzo de 2006 cuando fue sentenciado a cuatro meses de prisión por difamación después de nombrar a Grégoire Owona, un ministro del gobierno, en una lista de 50 cameruneses presumiblemente homosexuales publicada en L'Anecdote. En 2023, fue arrestado y acusado en relación con el asesinato del periodista Martinez Zogo.

## Carrera
Nacido de padres agricultores en Nkoumadzap, Méfou-et-Akono, Región del Centro, de adulto Belinga se trasladó a Yaundé, donde fue mentorizado por el editor de periódicos Georges-Gilbert Baongla. En 1995, Belinga se convirtió en el editor de L'Anecdote. En 2020, adquirió la estación de televisión Télésud. Belinga es un partidario vocal de Paul Biya, quien ha sido Presidente de Camerún desde 1982.

## Investigaciones penales

### Caso de difamación de Owona
En enero de 2006, L'Anecdote publicó una lista de 50 cameruneses influyentes a los que acusaba de ser homosexuales, como parte de una campaña sensacionalista más amplia contra «comportamientos desviados» en Camerún, donde en ese momento los «actos homosexuales» podían ser castigados con hasta cinco años de prisión. Belinga justificó la publicación de la lista, afirmando «no podíamos quedarnos callados, teníamos que sonar la alarma... no nos arrepentimos y tenemos que hacerlo de nuevo». En febrero de 2006, tras un juicio de dos semanas, el juez Alexandre Amougou Anaba declaró que Belinga no había presentado ninguna evidencia para respaldar la acusación de que Owona era gay, algo que Owona había negado consistentemente. Owona afirmó que las acusaciones habían dañado su reputación y expuesto a su familia al ridículo. Belinga fue sentenciado a cuatro meses de prisión, además de pagar una compensación simbólica a Owona de 1 CFA. También se le ordenó pagar 1 millón de CFA al gobierno camerunés y hacer que el fallo se publicara en 15 medios de comunicación nacionales e internacionales, teniendo que pagar 300,000 CFA adicionales a Owona por cada día que el fallo no se publicara.

### Asesinato de Martínez Zogo
En febrero de 2023, Belinga fue nombrado sospechoso en la investigación de la tortura y asesinato del periodista Martinez Zogo, quien había desaparecido el 17 de enero de 2023 y cuyo cuerpo fue encontrado cinco días después. Se sospecha que Belinga es el cerebro del crimen. A pesar de que L'Anecdote informó que el arresto de Belinga había sido parte de un «procedimiento de rutina», el 4 de marzo de 2023, Belinga fue acusado de complicidad en tortura.

## Vida personal
Belinga es polígamo y tiene al menos tres esposas.